# Девід Заяс
Девід Заяс (англ. David Zayas; 15 серпня 1962, Понсе) — американський актор пуерториканського походження. Відомий ролями лейтенанта вбивчого відділу Анхеля Батисти у телесеріалі «Декстер», копа Осборна у фільмі «Шулери», засудженого Енріке Моралеса у тюремному серіалі «В'язниця Оз», власника продуктового магазину Лу у фільмі «Енні» та мафіозного дона Сальваторе Мароні у телесеріалі «Готем».

## Біографія
Народився 15 серпня 1962 року у Понсе, Пуерто-Рико, але своє дитинство провів у Бронксі, Нью-Йорк. У дев'ятнадцять років вступив до лав Повітряних сил США. Протягом майже п'ятнадцяти років працював поліцейським у Департаменті поліції Нью-Йорка. Досвід поліцейського дозволив йому стати характерним героєм на телебаченні та в кіно, де Девід грав ролі не тільки лиш представників силових структур, але й ролі по той бік правосуддя, як-от роль злочинця Енріке Моралеса у тюремній драмі «В'язниця Оз». Входив до головного акторського складу телесеріалу «Декстер» (всього 8 сезонів), де грав роль лейтенанта вбивчого відділу Анхеля Батисту.
1992 року став членом позабродвейської нью-йоркської мандрівної акторської групи LAByrinth Theater Company, де зустрів свою майбутню дружину — Лізу Колон. Згодом він, однак, відійшов від групи та присвятив себе діяльності в кіно та на телебаченні, де, зокрема, зіграв ролі у таких телесеріалах як: «Поліцейський під прикриттям», «Підозрюваний» та «Поліція Нью-Йорка».
2006 року зіграв продажного копа у кримінальному бойовику «16 кварталів», а 2007 року виконав роль офіцера Департаменту поліції Нью-Йорка у кримінальному трилері «Майкл Клейтон». Ба більше, знявся у незалежній кінострічці «Бій з тінню» (2010), яку представили на цілій низці кінофестивалів. Цього ж року з'явився у фільмі Сильвестра Сталоне «Нестримні» та фільмі братів Штраузе «Скайлайн». 2012 року зіграв роль Ерні Траска, управителя готелю, у 12 епізоді 1 сезону телесеріалу «Підозрюваний».
Також з'явився в одному з епізодів телесеріалу «Послідовники», де зіграв роль Тайсона, найкращого друга Раяна Гарді, працівника ФБР на пенсії. Виконав роль мафіозного дона Мароні у телесеріалі «Готем», прем'єра якого відбулася 22 вересня 2014 року. Невдовзі знявся у фільмі «Енні» (2014), де зіграв роль Лу, товариського власника продуктового магазину, який допомагає Генніган (Камерон Діаз) полюбити себе. 2016 року ввійшов до головного акторського складу телесеріалу «Ясновидець», де зіграв роль Едуардо Бернала.

## Фільмографія

### Кіно
| Рік  | Назва                        | Оригінальна назва     | Роль                   | Примітки        |
| ---- | ---------------------------- | --------------------- | ---------------------- | --------------- |
| 1997 | Мрії Лени                    | Lena's Dreams         | Джордж                 |                 |
| 1998 | Гараж                        | O.K. Garage           | Омар                   |                 |
| 1998 | Місто терору                 | Scar City             | Коп #1                 |                 |
| 1998 | Повернення до раю            | Return to Paradise    | Виконроб               |                 |
| 1998 | Шулери                       | Rounders              | Озборн                 |                 |
| 1998 | Бліч                         | Bleach                | Лейт. Беллард          | Короткометражка |
| 1999 | Воскрешаючи мреців           | Bringing Out the Dead | Коп у ліфті            |                 |
| 1999 | На тому світі                | Kingdom Come          | Н/Д                    |                 |
| 2000 | Ярди                         | The Yards             | Офіцер Джеррі Ріфкін   |                 |
| 2001 | Коханець Сем                 | Sam the Man           | Коп Біллі              |                 |
| 2002 | Вашингтонські висоти         | Washington Heights    | Девід                  |                 |
| 2002 | Гра джентльмена              | A Gentleman's Game    | Альфред Д'Анджело      |                 |
| 2003 | Анна Б. Нерухомість          | Anne B. Real          | Тато Синтії            |                 |
| 2004 | Міммо та Полі                | Mimmo & Paulie        | Полі                   | Короткометражка |
| 2004 | Спокуса                      | Jailbait              | Охоронець              |                 |
| 2004 | Кордон Брукліна              | Brooklyn Bound        | Попо                   |                 |
| 2005 | Перекладачка                 | The Interpreter       | Чарлі Рассел           |                 |
| 2005 | Дивний / Кров                | Sangre/Blood          | Нестор                 | Короткометражка |
| 2005 | Нечестивець, або Свято Козла | The Feast of the Goat | Антоніо де ла Маза     |                 |
| 2006 | 16 кварталів                 | 16 Blocks             | Детектив Роберт Торрес |                 |
| 2006 | Шлях до 11 вересня           | The Path to 9/11      | Лу Наполі              |                 |
| 2006 | Хлопці з Брістоля            | Bristol Boys          | Детектив Бенсон        |                 |
| 2007 | Майкл Клейтон                | Michael Clayton       | Детектив Далберто      |                 |
| 2009 | Палаючий Муссоліні           | Burning Mussolini     | Гектор                 |                 |
| 2009 | Пробудження                  | Wake                  | Детектив Грейсон       |                 |
| 2009 | Роки летять                  | Flying By             | Тоні                   |                 |
| 2010 | 13                           | 13                    | Детектив Леррі Маллейн |                 |
| 2010 | Бій з тінню                  | Shadowboxing          | Білл                   |                 |
| 2010 | Нестримні                    | The Expendables       | Генерал Гарза          |                 |
| 2010 | Скайлайн                     | Skyline               | Олівер                 |                 |
| 2013 | Самуель Блік                 | Samuel Bleak          | Рубен Рамірез          |                 |
| 2014 | Поїздка                      | Ride                  | Рамон                  |                 |
| 2014 | Енні                         | Annie                 | Лу                     |                 |
| 2015 | Наслідувач                   | The Wannabe           |                        |                 |
| 2016 | Таллула                      | Tallulah              | Детектив Річардс       |                 |
| 2025 | Людина, що біжить            | The Running Man       | Річард Мануель         |                 |

### Телебачення
| Рік       | Назва                               | Оригінальна назва                 | Роль                     | Примітки                                    |
| --------- | ----------------------------------- | --------------------------------- | ------------------------ | ------------------------------------------- |
| 1995      | Закон і порядок                     | Law & Order                       | МакГінті                 | Епізод: «Savages»                           |
| 1996      | Поліцейський під прикриттям         | New York Undercover               | Пако Мартінез            | Епізод: «The Enforcers»                     |
| 1996      | Закон і порядок                     | Law & Order                       | Рауль Сервантес          | Епізод: «Causa Mortis»                      |
| 1997      | Агенти ФБР                          | Feds                              | Н/Д                      | Епізод: «Somebody's Lyin'»                  |
| 1998      | Трійця                              | Trinity                           | Коп #1                   | Епізод: «…To Forgive, Divine»               |
| 1998      | Закон і порядок                     | Law & Order                       | Карлос                   | Епізод: «Flight»                            |
| 1999      | Третя зміна                         | Third Watch                       | Водій трамваю            | Епізод: «Welcome to Camelot»                |
| 2000      | Поліція Нью-Йорка                   | NYPD Blue                         | Хоакін Енрікес           | Епізод: «These Shoots Are Made for Joaquin» |
| 2000      | Удар                                | The Beat                          | Рей Моралес              | 12 епізодів                                 |
| 2000      | Всі мої діти                        | All My Children                   | Н/Д                      | Епізод: «13 December 2000»                  |
| 2000–2003 | В'язниця Оз                         | Oz                                | Енріке Моралес           | 26 епізодів                                 |
| 2001      | Епілог                              | Wit                               |                          | Телефільм                                   |
| 2002      | Закон і порядок: Спеціальний корпус | Law & Order: Special Victims Unit | Детектив Мільтон         | Епізоде: «Protection»                       |
| 2002      | Під прикриттям                      | UC: Undercover                    | Хорхе Гонсалез           | Епізод: «Manhunt»                           |
| 2002      | Дороговказне світло                 | Guiding Light                     | Охоронець в'язниці       | Епізод: «22 October 2002»                   |
| 2003      | Закон і порядок                     | Law & Order                       | Джон Мірелес             | Епізод: «Smoke»                             |
| 2003      | Ангели в Америці                    | Angels in America                 | Директор                 | Епізод: «Part 2 Perestroika»                |
| 2003      | Непереможні                         | Undefeated                        | Полі                     | Телефільм                                   |
| 2005      | Ангел                               | Angel                             | батько Ангела            | Телефільм                                   |
| 2006–2013 | Декстер                             | Dexter                            | Анхель Батиста           | 96 епізодів                                 |
| 2006      | 4исла                               | Numb3rs                           | Карлос Коставо           | Епізод: «Brutus»                            |
| 2006      | Закон і порядок: злочинні наміри    | Law & Order: Criminal Intent      | Пожежний комісар         | Епізод: «On Fire»                           |
| 2007      | Без сліду                           | Without a Trace                   | Габріель Моліна          | Епізод: «Crash and Burn»                    |
| 2007      | Акула                               | Shark                             | Альварез                 | Епізод: «Strange Bedfellows»                |
| 2007      | Нишпорка                            | The Closer                        | Браян                    | Епізод: «Grave Doubts»                      |
| 2007      | Чорна мітка                         | Burn Notice                       | Хав'єр                   | Епізод: «Pilot»                             |
| 2008      | Закон і порядок                     | Law & Order                       | Детектив Джастін Кабрера | Епізод: «Submission»                        |
| 2009      | Місце Злочину: Маямі                | CSI: Miami                        | Бен Портерсон            | Епізод: «Wolfe in Sheep's Clothing»         |
| 2009      | На видноті                          | In Plain Sight                    | Герісон Лок              | Епізод: «Rubble with a Cause»               |
| 2010      | Закон і порядок: злочинні наміри    | Law & Order: Criminal Intent      | Стенлі Маас              | 2епізод                                     |
| 2012      | Підозрюваний                        | Person of Interes                 | Енрі Траск               | Епізод: «Super»                             |
| 2012      | Грімм                               | Grimm                             | Сальвадоре Батрелл       | Епізоде: «[Leave It to Beavers»             |
| 2013      | Обман                               | Deception                         | Френк                    | Епізод: «Pilot»                             |
| 2013      | Послідовники                        | The Following                     | Тайсон Гернандес         | Епізод: «Guilt»                             |
| 2013      | Чорний список                       | The Blacklist                     | Менні Сото               | Епізод: «Frederick Barnes (No. 47)»         |
| 2014      | Святий Джордж                       | Saint George                      | Джуніор                  | 6 епізодів                                  |
| 2014–2015 | Готем                               | Gotham                            | Сал Мароні               | 8 епізодів                                  |
| 2015      | Елементарно                         | Elementary                        | Хуан Мурійо («Ель Гато») | Епізод: «The Past Is Parent»                |
| 2016      | Родовід                             | Bloodline                         | Шериф Агірре             | 7 епізодів                                  |
| 2016-2017 | Ясновидець                          | Shut Eye                          | Едуардо Бернал           | 20 епізодів                                 |
| 2017      | Голуба кров                         | Blue Bloods                       | Губернатор Мендез        | Епізод «School of Hard Knocks»              |
| 2021-2022 | Декстер: Нова кров                  | Dexter: New Blood                 | Анхель Батиста           | Епізоди: «Втеча» і «Батькові гріхи»         |